# Clara Louise Kellogg
Pour les articles homonymes, voir Kellogg.
Clara Louise Kellogg, née le 9 juillet 1842 et morte le 13 mai 1916, est une chanteuse américaine.

## Biographie
Clara Louise Kellogg naît le 9 juillet 1842 à Sumterville en Caroline du Sud. Elle est la fille de Jane Elizabeth (Crosby) et de George Kellogg, ainsi qu'une nièce d'Albert Kellogg. Elle reçoit sa formation musicale à l'Académie de musique de New York et y chante pour la première fois l'opéra en 1861. Sa voix de soprano et ses dons artistiques la rendent rapidement célèbre. Elle joue comme prima donna dans l'opéra italien à Londres et lors de concerts en 1867 et 1868, et de cette époque jusqu'en 1887, elle est l'une des chanteuse publique les plus importantes. Elle apparaît de temps en temps à Londres, mais elle est principalement engagée en Amérique.
En 1874, Kellogg organise une compagnie d'opéra largement connue aux États-Unis, et son entreprise et son énergie à la diriger sont remarquables.
La compagnie subit une tragédie le 26 mai 1882, lorsque deux membres — le pianiste virtuose Herman Rietzel et le bassiste George Conly — se noient dans le lac Spofford alors qu'ils étaient en tournée.
Kellogg prend sa retraite après avoir épousé Carl Strakosch à Elkhart dans l'Indiana le 6 novembre 1886. En 1913, elle publie ses mémoires sous le titre de Memoirs of an American Prima Donna. Elle meurt le 13 mai 1916 à New Hartford dans le Connecticut.